# 張相 (嘉靖丙辰進士)
張相（1517年—？），字文忠，號梧陽，江西廣信府貴溪縣人，民籍，明朝政治人物。

## 生平
癸卯科（1543年）江西鄉試第三十七名舉人。嘉靖三十五年（1556年）中式丙辰科二甲第四十三名進士。工部观政，授刑部主事，三十九年升员外，四十年升郎中，四十一年升广州府知府，卒。

## 家族
曾祖張璵；祖父張祥；父張積，贈刑部主事。母李氏，封太安人。兄杞、弟桓、椿、桢、彬（生员）。